# Краев, Галактион Карпович
Галактион Карпович Краев (1912—1998) — слесарь Баранчинского электромеханического завода, Герой Социалистического Труда (08.08.1966).

## Биография
Родился 6 июля 1912 года.
С 1930-х гг. и до выхода на пенсию работал слесарем Баранчинского электромеханического завода имени М. И. Калинина Министерства электротехнической промышленности СССР (пос. Баранчинский, Свердловская область).
Указом Верховного Совета СССР от 08.08.1966 за высокие производственные показатели, досрочное выполнение заданий семилетнего плана (1959—1965) присвоено звание Героя Социалистического Труда.
Награждён орденами и медалями, в том числе орденом Трудового Красного Знамени (21.01.1944) и медалью «За доблестный труд в Великой Отечественной войне».
Умер 12 июня 1998 года в пос. Баранчинский. Похоронен на поселковом кладбище.